# Mruby
mruby es una implementación del lenguaje de programación Ruby, creada con la intención de ser ligera y fácilmente integrable. El desarrollo está liderado por Yukihiro Matsumoto con más de 100 colaboradores trabajando actualmente en el proyecto.

## Características
mruby 1.0 soporta la API de Ruby 2.1, pero no la librería estándar. Además de poder ejecutar código Ruby básico. También tiene un compilador bytecode y una máquina virtual integrada, en conjunto con la posibilidad de ser fácilmente integrado con programas hechos en C o C++. De manera similar a Lua o Tcl.
mruby 2.0 añade soporte a varios métodos de Ruby 2.x más allá de Ruby 2.1, además también se modificó el formato de instrucciones bytecode.
El bytecode de mruby puede ser integrado fácilmente en código C, y por lo tanto es posible compilarlo en un ejecutable.
mruby se desarrolla para ser compatible con el estándar ISO/IEC 30170:2012.

## Ejemplos

### mruby desde C
```
#include
 
<stdio.h>

#include
 
<mruby.h>

#include
 
<mruby/compile.h>

int
 
main
(
void
)
 
{

    
mrb_state
 
*
mrb
 
=
 
mrb_open
();

    
char
 
codigo
[]
 
=
 
"5.times { puts 'MRuby es increible!' }"
;

    

    
printf
(
"Ejecutando codigo Ruby con MRuby
\n
"
);

    
mrb_load_string
(
mrb
,
 
codigo
);

    

    
mrb_close
();

    
return
 
0
;

}

```

Asumiendo que la librería y encabezados de mruby estén instalados, este programa puede ser compilado y ejecutado con los siguientes comandos en una terminal:
```
cc example.c -lmruby -lm -o example

./example

```

### Bytecode Precompilado
mruby incluye una máquina virtual mínima para ejecutar bytecode compilado con mruby, llamada RiteVM:
```
mrbc test.rb

mruby -b test.mrb

```

El primer comando compila el código Ruby en bytecode de mruby, creando un archivo llamado "test.mrb", que luego puede ser ejecutado con el intérprete usando el indicador "-b" .